# 岡村元太郎
岡村 元太郎（おかむら げんたろう、1991年10月6日 - ）は、Fis blockのダンスパフォーマー、振付師。アルバム『OTOTANOSY』では歌唱にも参加している。また多数アーティストのバックダンサーやASBZのメンバーとしても活動している。

## プロフィール
- 活動名：Gentaro (オカムラゲンタロー)
- 本名：岡村元太郎
- 身長：172cm
- 血液型：AB型
- 出身地：東京都
- 特技：ヒューマンビートボックス、母音で話すこと

## 人物
- R＋F=G
- 高校生の時にダンスを始める。
- フリースタイル,アニメーションダンスを得意とする。
- 様々なアーティストのバックダンサーや振付師として活動。
- 2016年8月、以前よりバックダンサーをしていたFis blockに加入。
- 2017年12月14日、ライブ配信アプリSHOWROOMにてライブ配信を始める。
- 2018年5月6日、SHOWROOMにてほぼ毎日配信中

## ダンサー・振付
2012年
- lecca「Jamin the Empire」PV ダンサー出演
- SMAP「GIFT of SMAP CONCERT TOUR」 ツアーダンサー
- 蘭寿とむ「Aitai」 振付アシスタント
- SMAP×SMAP「Just go!」「CRAZY FIVE」 ダンサー出演
- THE MONSTERS（香取慎吾×山下智久）火曜曲!「MONSTERS」 ダンサー出演

2013年
- 龍真咲「スペシャルCD&DVD BOX」 振付
- RIP SLYME「ジャングルフィーバー」 振付
- CARLY RAE JAPSEN「Tonight I‘m Getting Over You」 MTV VMAJ 2013 ダンサー出演
- Serena「あなたがいればOK!」 振付アシスタント
- SEKAI NO OWARI「RPG」MV ダンサー出演
- TOKYO METROPOLITAN ROCK FESTIVAL 2013 LIVEダンサー
- ＠新木場若洲公園JOIN ALIVE 2013 北海道 LIVEダンサー
- 音楽と髭達 2013 CARNIVAL LIVEダンサー
- 山下智久「A-NUDE TOUR2013」 ツアーダンサー&スタンドイン
- 「NEXTACTION」ソロ部分 振付
- CDTV 大晦日〜年明けスペシャル「SUMMER NUDE」
- 音楽の日「SUMMER NUDE」ダンサー出演
- 缶コーヒーBOSS CM出演

2014年
- SMAP「Mr.S "saikou de saikou no CONCERT TOUR"」 ツアーダンサー
- 「無我夢中なLIFE」 振付アシスタント
- Fis block「四つ葉のクローバー」「Freedom」PV ダンサー出演
- 「Love Song」「Message」 振付アシスタント
- SMAP『SMAP×FNS 27時間TV』ノンストップライブ ダンサー出演
- ミュージックステーション「Joy!!」「Top Of The World」 ダンサー出演
- HEY!HEY!HEY! MUSIC CHAMP「Amazing Discovery」 ダンサー出演
- 第65回NHK紅白歌合戦「Top Of The World」 ダンサー出演
- CDTV 大晦日〜年明けスペシャル「ダイナマイト」「Mr.S」「CRAZY FIVE」 ダンサー出演

2015年
- SMAP「華麗なる逆襲」MVダンサー出演
- Fis block「Just Run Up」MVダンサー出演
- SMAP×SMAP
- ミュージックステーション「ユーモアしちゃうよ」
- 東京ガールズコレクション 振付演出
- フジテレビ ドラマ「オトナ女子」 ダンサー出演（振付：千葉雄大）、振付指導
- Yahoo不動産 CM振付アシスタント

2016年
- CDTV スペシャル LIVE SMAP バックダンサー
- カメレオ「カメクエ」振付
- イ・ビョンホン・ツアー 振付アシスタント
- Kat Deluna「What a Night」MVダンサー
- 防弾少年団 a-nationバックダンサー・FANMEETING TOUR バックダンサー
- チャン・グンソク「エンドレスサマー」MVダンサー
- 朝夏まなと DVD BOX 振付
- NU'EST ONE FOR L.O.Λ.Eツアー
- SE7EN 「Dangerman」 リリースイベント
- 中西圭三 LIVE バックダンサー

2017年
- MYNAME TOUR ダンサー
- インス & コヌ デュエットコンサート ダンサー

2018年
- PINK CRES.「Etecetera」 MV出演
- 宮野真守「EXCITING!」 MV出演、TOURバックダンサー
- 嵐「Find The Answer」 MV出演
- GENERATIONS from EXILE TRIBE「ALRIGHT! ALRIGHT!」 MV出演